# Cliché Hot
 (novembre 2016).
Si vous disposez d'ouvrages ou d'articles de référence ou si vous connaissez des sites web de qualité traitant du thème abordé ici, merci de compléter l'article en donnant les références utiles à sa vérifiabilité et en les liant à la section « Notes et références ».
Albums de Radio Radio
Télé Télé Belmundo Regal
Cliché Hot est le premier album du groupe de hip-hop acadien Radio Radio, sorti le 13 mai 2008.

## Pistes de l'album
| No  | Titre               | Durée |
| --- | ------------------- | ----- |
| 1.  | Forme Elliptique    | 3:31  |
| 2.  | Rum Runner          | 3:12  |
| 3.  | Cliché Hot          | 3:46  |
| 4.  | Jacuzzi             | 3:04  |
| 5.  | Vuca Vuca           | 4:19  |
| 6.  | On représente       | 4:05  |
| 7.  | Lève tes mains      | 4:42  |
| 8.  | Bingo               | 4:46  |
| 9.  | Radio au carré      | 5:44  |
| 10. | Baisse les lights   | 4:16  |
| 11. | Jacuzzi after party | 4:52  |